# The Walking Dead (temporada 2)
La segona temporada de The Walking Dead, una sèrie de televisió de terror post-apocalíptica estatunidenca a AMC, es va estrenar el 16 d'octubre de 2011 i va concloure el 18 de març de 2012, que consta de 13 episodis. Desenvolupada per a televisió per Frank Darabont, la sèrie es basa en la sèrie homònima de còmics de Robert Kirkman, Tony Moore i Charlie Adlard. Va ser produït executivament per Darabont, Kirkman, Glen Mazzara, David Alpert i Gale Anne Hurd, amb Mazzara assumint el paper de showrunner després de la sortida de Darabont de la sèrie.
La temporada va ser ben rebuda per la crítica. Va guanyar la millor presentació televisiva als 38è Premis Saturn i el maquillatge protèsic destacat per a una sèrie, minisèrie, pel·lícula o especial al 64è Premi Primetime Creative Arts Emmy. El final de la temporada va ser vist per 9 milions d’espectadors, cosa que el va convertir en l'episodi més ben valorat de la sèrie fins aquell moment i l'episodi més vist d’una sèrie original d’AMC de la història, fins a l'estrena de la tercera temporada de la sèrie, que va ser vist per 10,9 milions d'espectadors.
Aquesta temporada adapta el material dels números 7-12 de la sèrie de còmics i presenta notables personatges còmics Hershel Greene (Scott Wilson) i la seva filla, Maggie (Lauren Cohan). Ambientada principalment a la Granja Familiar Greene, després de la fugida i destrucció dels CDC, la temporada continua la història de Rick Grimes (Andrew Lincoln) i el seu grup de supervivents mentre continuen sobrevivint en un món post-apocalíptic envaït per menjar carn zombis, anomenats "caminants". Després de deixar Atlanta, Rick i el grup són detinguts a la carretera per una amenaça diferent a qualsevol cosa que hagin vist abans. Mentre busca algú que ha desaparegut, el grup finalment descobreix una granja aïllada, on sorgeixen tensions entre els membres del grup principal i els misteriosos i ignorants habitants de la granja, els secrets i els motius dels quals no estan clars. Enmig dels esdeveniments, Rick i els altres intenten restablir l'ordre després d'un terrible descobriment, ja que les diferències comencen a esclatar obertament entre Rick i Shane Walsh (Jon Bernthal).

## Episodis
| # | Núm. | Títol original             | Dirigit per                              | Escrit per                     | Data d'estrena als Estats Units |
| --- | ---- | -------------------------- | ---------------------------------------- | ------------------------------ | ------------------------------- |
| 7 | 1    | «What Lies Ahead»          | Ernest Dickerson i Gwyneth Horder-Payton | Ardeth Bey & Robert Kirkman    | 16 d'octubre de 2011            |
| Rick parla al walkie-talkie esperant que Morgan Jones, l’home que va conèixer al primer episodi de la primera temporada, estigués escoltant. Explica el que va passar i tanca la trucada dient que es dirigiran a Fort Benning. El viatge dels supervivents per la carretera és interromput per nombrosos cotxes que bloquegen la calçada. Mentrestant, el camper de Dale pateix un nou avaria del radiador. Els supervivents decideixen remenar cotxes abandonats per buscar menjar i altres coses útils, mentre Dale intenta arreglar la mànega del radiador el millor que pot. Al cap d’uns minuts, una horda de caminants sembla aparèixer del no-res i obligar el grup a amagar-se sota els cotxes i al campista. T-Dog es lesiona el braç en un intent d’amagar-se, però és salvat per Daryl, que els amaga entre els cadàvers. L'horda comença a apartar-se quan Sophia, la filla de Carol, és descoberta per dos caminants que l'obliguen a fugir cap al bosc. Rick corre a l’ajut de la nena, crida l’atenció dels zombis dient-li a la nena que torni als altres. Després d’haver-se alliberat dels dos zombis, Sophia ja no es pot trobar. Rick i Daryl recorren el bosc mentre els altres participants tornen a la carretera per continuar la recerca. Mentrestant, el fill de Rick, Carl, troba un conjunt d’armes vores que mostra orgullós a Shane que el tracta amb impaciència. Lori demana una explicació a Shane, que confessa que ha decidit deixar el grup després d’intentar violar-la als CDC. Al capvespre, Rick i Daryl tornen del bosc sense resultats. Al matí, mentre Dale i T-Dog es queden al campista, els altres busquen Sophia al bosc. Mentre cerquen, se senten atrets pel so d'algunes campanes: després d'ell arriben a una església, però descobreixen que el so era una gravació programada amb un temporitzador. Lori i Shane són al cementiri i parlen de la sortida d’aquest darrer, sense adonar-se que Andrea els escolta. L'Andrea demana unir-se a Shane quan marxi. Com que es fa tard, Rick, Carl i Shane continuen la seva recerca al bosc, mentre que els altres fan el camí de tornada. De camí, els tres veuen un cérvol deambulant entre les plantes. Carl intenta acostar-se a acariciar-lo quan de cop és atropellat per una bala. |      |                            |                                          |                                |                                 |
| 8 | 2    | «Bloodletting»             | Ernest Dickerson                         | Glen Mazzara                   | 23 d'octubre de 2011            |
| En un flashback pre-pandèmic, es mostra l'escena on Shane informa a Lori que Rick ha estat ferit. Otis, l’home que va colpejar accidentalment Carl, va assenyalar un lloc on Rick i Shane havien de portar el bebè per intentar salvar-lo. Els quatre arriben a la granja d'Hershel Greene, un veterinari que va sobreviure a l'apocalipsi zombi que viu amb els seus fills i Patricia, l'esposa d'Otis. Hershel treballa immediatament per salvar Carl. Mentrestant, a la carretera, T-Dog comença a entusiasmar amb febre. Dale intueix que la ferida del braç de T-Dog està infectada i pot convertir-se en septicèmia si no es tracta aviat. A la tornada, Andrea és atacada per un zombi, però la salva Maggie, una de les filles de Hershel, que explica la situació i porta Lori amb ella a la granja del seu pare. Mentrestant, Hershel explica que no pot extreure els fragments de bala sense un ventilador de pulmó i altres equips mèdics. Otis i Shane es presenten voluntaris per recuperar les necessitats que es troben a la ciutat. En arribar a prop d’un institut on s’havia establert un hospital de campanya, Otis i Shane es troben amb una horda de zombis. Arriben a trobar l'equip i les drogues per tractar Carl, però es veuen obligats a refugiar-se a l'escola perquè estan envoltats. |      |                            |                                          |                                |                                 |
| 9 | 3    | «Save the Last One»        | Phil Abraham                             | Scott M. Gimple                | 30 d'octubre de 2011            |
| La família Greene i els Grimes esperen que Otis i Shane portin subministraments mèdics per a Carl; no obstant això, els dos segueixen escapant dels zombis. T-Dog és portat a la granja per Glenn, just a temps perquè la seva ferida sigui atesa. Mentrestant, Daryl i Andrea continuen buscant Sophia, però en va. Mentrestant, Lori sembla que ha perdut l'esperança i es pregunta si és millor que el seu fill mori per no patir més, però el seu marit està convençuda que s’equivoca. Finalment, Shane torna amb l'equip just a temps, dient que Otis es va sacrificar per fer-lo escapar. Hershel pot operar i extreure els fragments restants a Carl, estalviant-lo. Shane, però, amaga un terrible secret: en realitat va disparar el seu darrer tret contra Otis per fer-lo devorar pels zombis, aconseguint així escapar mentre estaven ocupats. |      |                            |                                          |                                |                                 |
| 10 | 4    | «Cherokee Rose»            | Billy Gierhart                           | Evan Reilly                    | 6 de novembre de 2011           |
| La resta del grup arriba a la granja i se celebra una cerimònia en honor a Otis. Com a convidats, però, es comprometen a respectar les regles imposades pel Greene, en primer lloc a no utilitzar armes de foc a la propietat per no atraure zombis. Shane li pregunta a Lori si va ser honesta quan li va demanar que es quedés i li va dir que sí. Dale descobreix un zombi en un dels pous de la granja i juntament amb els altres intenten treure’l abans que infecti l’aigua, però sense èxit. Daryl és l’únic en condicions de buscar Sophia i, per tant, es posa a buscar-la sola. Hershel informa a Rick que quan Carl millorarà hauran de marxar, però Rick intenta convèncer-lo que es quedi. Shane, Andrea i Carol tornen a l'autopista per saber si per casualitat la nena ha tornat allà, llavors Shane decideix ensenyar a Andrea a disparar. Glenn i Maggie van a una farmàcia a buscar medicaments i gaudir de plaers carnals per mitigar la soledat. Mentrestant, Daryl torna sense Sophia, però dona a Carol una rosa cherokee, una flor lligada al camí de les llàgrimes que es diu que aporta l'esperança de trobar éssers estimats perduts. Mentrestant, Lori ha pres a Glenn una prova d’embaràs i descobreix que està embarassada. |      |                            |                                          |                                |                                 |
| 11 | 5    | «Chupacabra»               | Guy Ferland                              | David Leslie Johnson           | 13 de novembre de 2011          |
| En un flashback poc després de l’apocalipsi, Lori i Shane són testimonis de la caiguda d’Atlanta mentre l'exèrcit llença napalm als carrers. En l'actualitat, Rick, Shane, T-Dog, Andrea, Daryl i Jimmy de la família Greene continuen la recerca de Sophia. Shane, mentre patrulla amb Rick, confessa que dona el nen per mort i recorda al seu amic que un líder ha de prendre decisions difícils. Mentrestant, Glenn, confós pel comportament de Maggie que ara el tracta malament, descobreix que Lori està embarassada. Mentrestant, Daryl troba la nina de Sophia al llarg d’un riu durant la recerca, però tan aviat com surt de nou, una serp espanta el seu cavall i el llença de la sella, fent caure l'escarpa al riu. Un parabolt de la seva ballesta s’enganxa al seu costat i queda ferit al cap. Després d’intentar pujar i tornar a caure, Daryl té una al·lucinació del seu germà Merle, que el pren en burla perquè creu que ha vist un xupacabra en aquell bosc i l’adverteix que els altres no són els seus amics. Daryl es recupera mentre dos zombies l'estan atacant; alliberat d'ells, puja pel pendent mentre té una nova al·lucinació del seu germà que el continua instigant, fins que arriba al cim. A la granja, Hershel es queixa a Rick que Daryl li agafés el cavall sense demanar permís, tal com va fer Jimmy abans de sumar-se a la recerca. Al capvespre, Andrea veu un zombi que s’acosta i decideix disparar-lo, però només Daryl està ferit. Afortunadament, només és embrutat i rescatat pels altres que l’han medicat per Hershel. Al sopar, Maggie demana a Glenn una nova cita mitjançant una nota, i Glenn decideix el graner. Glenn entra al graner després de sopar i el troba ple de zombis, però quan està a punt d’escapar-se, se li uneix Maggie. |      |                            |                                          |                                |                                 |
| 12 | 6    | «Secrets»                  | David Boyd                               | Angela Kang                    | 20 de novembre de 2011          |
| Mentre la investigació de Sophia continua i Shane li ensenya a disparar a aquells que encara no són capaços, Glenn confessa a Dale que Lori està embarassada i que hi ha zombis al graner, malgrat la petició de silenci de Maggie. Dale en parla amb Hershel, que es mostra inflexible perquè entre aquests zombis hi ha la seva dona i el seu fillastre; a més, considera que els morts vius són simples persones malaltes i troba malament matar-los. Lori s’assabenta d’Hershel que vol que se’n vagin aviat i denuncia el seu marit per no haver-li explicat res. Mentrestant, Glenn intenta que Lori parli amb el seu marit i li ofereix anar a la ciutat per aconseguir tot el que necessiti. Així que torna a la farmàcia amb Maggie, on són atacats per un zombi, però el noi aconsegueix matar-lo. Un cop tornen, Glenn li dona a Lori les pastilles del matí que va demanar, però la convida de nou a parlar-ne amb Rick. Mentrestant, Shane i Andrea, després de practicar el tir, van a un complex residencial per trobar Sophia. Una vegada més no el troben i són atacats per alguns zombis. L'Andrea aprèn així a disparar sota pressió i, emocionada per l'adrenalina, també es complau en plaers carnals amb Shane. De tornada a la granja, Dale s'adona del que ha passat i li diu a Shane que no està convençut del que va dir sobre la desaparició d'Otis, però que es veu amenaçat en resposta. Mentrestant, Lori pren el control de la natalitat, però de seguida ho lamenta i els llença. Rick troba la caixa i va a parlar-ne amb la seva dona; els dos en discuteixen i finalment Lori també confessa haver tingut una relació amb Shane. |      |                            |                                          |                                |                                 |
| 13 | 7    | «Pretty Much Dead Already» | Michelle MacLaren                        | Scott M. Gimple                | 27 de novembre de 2011          |
| Glenn revela a tot el grup la presència dels zombis al graner, provocant una discussió sobre què fer: per una banda Rick recorda que són convidats, per l’altra Shane vol netejar el graner. Rick decideix parlar-ne amb Hershel, però es mostra ferm i exigeix que marxin al final de la setmana. L'home, fervent creient, és advertit poc després per la seva filla revelant que un viatger gairebé la va matar. Aleshores, Hershel decideix donar una oportunitat a Rick i li demana que l’ajudi amb un problema. Shane, després de saber de Rick que Lori està embarassada, en parla amb ella, però la dona afirma que el nen pertany al seu marit. Pertorbat per l'assumpte, obliga Dale a lliurar-li les seves armes per assegurar la granja. Tot i que Dale creu que va matar Otis, a contracor se les lliura a ell. Mentrestant, Hershel, Jimmy i Rick van al pantà on dos zombis s’enganxen al llim i, amb pals que serveixen per moure el bestiar, els porten al graner. Quan arriben a la granja, Shane esclata i mostra cruament a Hershel que no són persones, disparant repetidament contra un dels dos zombis i demostrant que encara està dret. Després obre el graner per netejar-lo d’una vegada per totes. Així, el grup elimina els nombrosos zombis presents al graner entre el desconcert de Hershel i les objeccions de Rick. Sophia, però, finalment surt del graner i s’ha convertit en una errant. Enmig de la turbulència i la desesperació generals de Carol, Rick decideix posar fi al patiment de la nena. |      |                            |                                          |                                |                                 |
| 14 | 8    | «Nebraska»                 | Clark Johnson                            | Evan Reilly                    | 13 de febrer de 2012            |
| Hershel i la seva família estan sorpresos pel que acaba de passar, fins al punt que la seva filla Beth s’acosta descuidament als cossos dels zombis entre els quals es trobava la seva mare, però ella es desperta intentant mossegar-la i després la mata Andrea. Quan els Greene tornen a la granja, Shane els persegueix i els culpa d’haver mantingut la cerca de Sophia sense resultat, tot i saber que estava al graner, però Hershel ho nega tot, ordenant al grup de Rick que deixi immediatament la seva propietat. Com que Rick se sent culpable d’arriscar la vida d'altres per buscar la nena al bosc, els cossos de Sophia, Annette i Shawn (l'esposa i el fillastre de Hershel) són enterrats i la resta es crema. Hershel, profundament afectat per la història, marxa per anar al bar on solia anar quan encara bevia. Després que Beth es posi malalta, Rick i Glenn decideixen anar a buscar-lo. Mentrestant, Dale, preocupat, adverteix a Lori que Shane és un home molt perillós i confessa que pensa que Shane va sacrificar Otis per poder escapar. Rick i Glenn troben Hershel, però Hershel es nega a seguir-los, ja que ara ha perdut l'esperança i s'ha adonat que els seus éssers estimats que creia que podrien curar-se ja havien mort. Mentrestant, Lori, preocupada pel seu marit, agafa un cotxe per arribar-hi, però a la carretera topa amb un zombi i té un accident quan bolca el cotxe. Rick explica a Hershel que la seva feina és defensar les seves filles, aconseguint convèncer-lo de tornar a la granja. Al bar, però, entren Dave i Tony, dos supervivents de Filadèlfia que expliquen nombroses esperances de salvació que han resultat ser falses durant el seu viatge. El fort Benning també es perd, i els dos planegen anar a Nebraska, que sembla estar en millor forma que altres estats. Els dos comencen, però, a insistir en ser acollits a la granja i, després d’una nova negativa, intenten matar-los. Rick, però, demostra que els dos homes estan preparats i freds, sense haver confiat mai en ells; en aquesta ocasió, Rick incompleix per primera vegada la llei de "no matem els vius" que ell mateix havia enunciat al grup i, de fet, fins ara s'havia negat a matar qualsevol dels vius il·lesos que poguessin representar un perill per a el grup tant els vius que havien estat infectats, però no assassinats, per zombis. |      |                            |                                          |                                |                                 |
| 15 | 9    | «Triggerfinger»            | Billy Gierhart                           | David Leslie Johnson           | 19 de febrer de 2012            |
| Quan Rick, Glenn i Hershel estan a punt de sortir del bar, arriben tres amics de Dave i Tony. Rick intenta explicar què va passar, però comença un tiroteig. Mentrestant, Lori és atacada per dos zombis, però aconsegueix matar-los i continua cap a la ciutat a peu. Rick, Glenn i Hershel, atrapats a la barra, intenten sortir per l'esquena per arribar al cotxe i Hershel salva la vida de Glenn disparant a un dels tres atacants. El xoc es veu interromput per l'arribada dels zombis: els altres dos intenten escapar, però un que baixa d'un terrat queda amb una cama foradada per una reixa i és abandonat per la seva parella. Els tres decideixen no abandonar-lo i portar-lo amb ells al cotxe per escapar dels zombis. Mentrestant, Shane va a buscar a Lori i la porta a casa, dient-li que el seu marit ja ha tornat. Quan, de tornada a la granja, Lori descobreix la veritat, Shane li diu que vol protegir-la a tota costa, ja que tant és seva com el seu bebè, i està convençut que l'estima. El vincle entre Carol i Daryl també s'ha trencat amb la mort de Sophia, i aquesta última, frustrada, s'obre amb la dona que l'acusa de no haver protegit la seva filla. Al matí, Rick, Glenn i Hershel tornen amb Randall, el noi ferit, que està medicat. El grup torna a estar dividit sobre què fer: Shane i Andrea se senten fora del cor i pensen que és un error salvar el noi perquè podria tornar amb altres. En lloc d'això, Glenn se sent inútil, perquè Rick i Hershel li han salvat la vida dues vegades, mentre ell només pensava salvar-se a si mateix, ja que estava terroritzat que la seva mort fes mal a Maggie, que li havia dit una mica abans que l'estimava (però Glenn ho feia) no havia respost). Mentrestant, Lori informa a Rick dels seus temors: creu que Shane va matar a Otis i creu que és perillós. |      |                            |                                          |                                |                                 |
| 16 | 10   | «18 Miles Out»             | Ernest Dickerson                         | Scott M. Gimple & Glen Mazzara | 26 de febrer de 2012            |
| Rick i Shane fugen dels zombis en un aparcament, mentre que Randall, lligat a terra, intenta alliberar-se recuperant un ganivet. L'escena passa a poc temps abans: Rick i Shane porten Randall, lligats i amb els ulls tapats al maleter del cotxe, lluny de la granja. Rick aprofita per explicar al seu amic que sap com han anat les coses i deixa clar que no s’ha d’interposar entre la seva dona i els seus fills. Mentrestant, Lori s’adona que Beth s’ha agafat un ganivet i tem que es suïcidarà; adverteix Maggie de l’incident i les dues germanes comencen a discutir animades. L'Andrea i la Lori també tenen opinions diferents sobre el tema i els dos argumenten. Rick i Shane deixen Randall en un aparcament lligat, amb un ganivet a poca distància perquè es pugui alliberar més tard. El noi, en intentar convèncer-los que no l’abandonin, diu que va anar a l'escola amb Maggie. Els dos segueixen els seus passos perquè temen que encara sàpiga on és la granja. Shane vol matar-lo, però Rick vol pensar-hi abans de decidir-se. Els dos comencen a barallar-se i barallen, però són interromputs per alguns zombis. Randall s’allibera de les cordes i Rick es desfà dels seus perseguidors, però Shane queda atrapat en un autobús escolar assetjat per zombis. Mentrestant, Andrea pren el relleu de Maggie per veure Beth, però de seguida la deixa lliure per triar si suïcidar-se. La noia es trenca un mirall per tallar-se les venes, però s’adona que realment no vol morir. Maggie culpa l’Andrea del seu comportament, però Lori assenyala que l’important és que ara vol viure. Rick i Randall es precipiten al rescat de Shane amb el cotxe i el porten a la seguretat. Quan estan separats, Randall es torna a lligar i es col·loca al maleter. Rick reitera que vol pensar abans de decidir el destí del noi i li diu a Shane que faci un pas enrere si vol quedar-se amb el grup. |      |                            |                                          |                                |                                 |
| 17 | 11   | «Judge, Jury, Executioner» | Greg Nicotero                            | Angela Kang                    | 4 de març de 2012               |
| Daryl guanya a Randall per obtenir informació sobre els seus companys. El jove li explica que n'hi ha una trentena i que també hi ha dones i nens. Randall també relata que una vegada van conèixer un pare amb les seves dues filles adolescents i que els seus companys de classe van violar les noies i van deixar que els seus pares assistissin, però afegeix que no és com ells. En escoltar l'informe, Rick decideix que Randall hauria d'executar-se, de manera que fa una cita per a tothom per a una reunió al capvespre per a la sentència. Dale comença a intentar que tothom canviï d'opinió. Shane proposa que Andrea prengui el lideratge, però està perplexa. Mentrestant, Carl, passejant pel bosc avorrit, es troba amb un zombi ficat al fang; s’acosta per mirar-lo millor i a les palpentes per disparar-lo, però el zombi aconsegueix alliberar-se i l’obliga a fugir. Mentrestant, Hershel dona llum verda a Glenn donant-li el rellotge del seu avi. Arriba la posta de sol i tot el grup es reuneix a la granja per decidir el destí de Randall. Dale intenta convèncer tothom de nou, explicant que si l'executen creuaran el llindar entre una societat civil i una incivilitzada, però només l'Andrea pot canviar d'opinió. Després de l'execució, Carl entra al graner per vigilar i convida el seu pare a continuar. Rick, commocionat per la pèrdua d’innocència del seu fill, estalvia Randall. Mentrestant, Dale, després d'haver marxat per no voler tenir res a veure amb l'execució, és atacat pel zombi que Carl ha alliberat sense voler. Els altres venen al seu rescat, però Dale ha resultat ferit i està en agonia. Daryl, atesa la vacil·lació de Rick, posa fi al patiment de l'home. |      |                            |                                          |                                |                                 |
| 18 | 12   | «Better Angels»            | Guy Ferland                              | Evan Reilly i Glen Mazzara     | 11 de març de 2012              |
| Rick, al funeral de Dale, fa un discurs apassionant convidant el grup a mantenir-se units. Llavors decideix que ell i Daryl portaran Randall fins al pla original. Mentrestant, el grup es mou dins de la granja per a una major seguretat. Mentre Glenn i Andrea recorden emocionalment Dale i Rick parlen amb el seu fill que se sent culpable de la mort de l'home, Lori agraeix a Shane el que va fer, però el convida a desistir. Aquest últim treu a Randall invisible del graner i el condueix al bosc fent-li creure que vol unir-se al seu grup. Tan aviat com li dona l'esquena, Shane es trenca el coll, i després es lesiona voluntàriament contra un arbre i torna als altres que mentrestant han trobat el graner buit. Shane relata que va perseguir el noi fugit, però va ser colpejat amb una roca i va agafar l'arma. Rick, Shane, Daryl i Glenn van a la recerca de Randall. Daryl troba les pistes i s'adona que Shane ha estat al costat del noi durant més temps del que va dir, després amb Glenn topa amb Randall, convertit en zombi. Els dos se’n desfeuen, però Daryl s’adona que no va ser mossegat, però va morir d’un coll trencat i no entén com s’hauria pogut convertir d’aquesta manera. Rick, tornant a la rodalia de la granja amb Shane, s'adona que el seu amic el vol matar. Revela el seu pla: dirà que Rick va ser assassinat per Randall, al qual va trencar el coll. Els dos discuteixen per enèsima vegada i Rick afirma que no vol matar el seu amic, que es veurà obligat a matar un home desarmat. S’acosta a Shane lliurant-li l’arma, però llança un ganivet i el clava al cor, maleint-lo pel que el va obligar. Carl arriba al lloc dels fets i assenyala la pistola cap al seu incrèdul pare. Mentre Rick intenta explicar el que va passar, el seu fill dispara, però mata a Shane, que reviu com a zombi. Mentrestant, una horda de zombis s’acosta a la granja atreta pels trets. |      |                            |                                          |                                |                                 |
| 19 | 13   | «Beside the Dying Fire»    | Ernest Dickerson                         | Robert Kirkman & Glen Mazzara  | 18 de març de 2012              |
| A Atlanta, molts zombis són atrets pel pas d’un helicòpter sobre la ciutat que els fa vagar durant dies a les rodalies de la granja Greene. Carl li pregunta al seu pare què va passar, però abans que Rick no li pugui respondre s'adonen que s'apropa la manada de zombis. Mentrestant, Glenn i Daryl han tornat a la granja i expliquen el que van veure, afirmant que va ser Shane qui va matar Randall. Els pensaments queden interromputs per l'arribada dels zombis. Carl i Rick són incapaços d'arribar a la casa i refugiar-se al graner, donant-li foc per eliminar alguns zombis i atraure'ls de la casa. Mentrestant, Daryl, Andrea, T-Dog, Glenn, Maggie i Jimmy utilitzen cotxes i armes per intentar atraure els zombies. No obstant això, els no-morts són massa, Jimmy i Patricia són devorats per zombis i el grup es divideix en un intent d'escapar de l'horda. Al matí, tothom, excepte l’Andrea, es troba a la interestatal on s’havien deixat les provisions per a Sophia. La dona es queda a peu després de rescatar Carol i encara escapa al bosc perseguit per zombis, però és rescatada per una misteriosa figura encaputxada que porta una katana que manté lligats dos zombis sense braços i sense mandíbules. Mentrestant, el grup es queda sense gasolina amb un dels cotxes i es veu obligat a acampar. Rick revela al grup que tots estan infectats, tal com li va dir el doctor Edwin Jenner al Centre for Disease Control (CCM). Per això, Randall i Shane es van convertir en zombies tot i que no van ser mossegats. Més tard, Rick li revela a Lori que es va veure obligat a matar Shane i que Carl el va disparar després que l'home es transformés; la dona té una reacció irada per aquestes paraules, amargada del seu marit. Ferit pel que havia passat, Rick explica explícitament al grup, que el qüestiona per les seves decisions, que és millor quedar-se amb ell, perquè sols no tindrien l'oportunitat de fer-ho, i que a partir d'aquest moment no hi hauria ja no hi ha democràcia. L'episodi acaba amb el tret que es trasllada a un centre penitenciari fortificat proper. |      |                            |                                          |                                |                                 |

## Repartiment
- Andrew Lincoln com a Rick Grimes
- Jon Bernthal com a Shane Walsh
- Sarah Wayne Callies com a Lori Grimes
- Laurie Holden com Andrea
- Jeffrey DeMunn com a Dale Horvath
- Steven Yeun com a Glenn Rhee
- Chandler Riggs com a Carl Grimes
- Norman Reedus com a Daryl Dixon
- Melissa McBride com a Carol Peletier
- IronE Singleton com a T-Dog
- Adam Minarovich com a Ed Peletier
- Michael Zegen com a Randall Culver
- Michael Raymond-James com a Dave
- Michael Rooker com a Merle Dixon
- Madison Lintz com a Sophia Peletier

## Producció

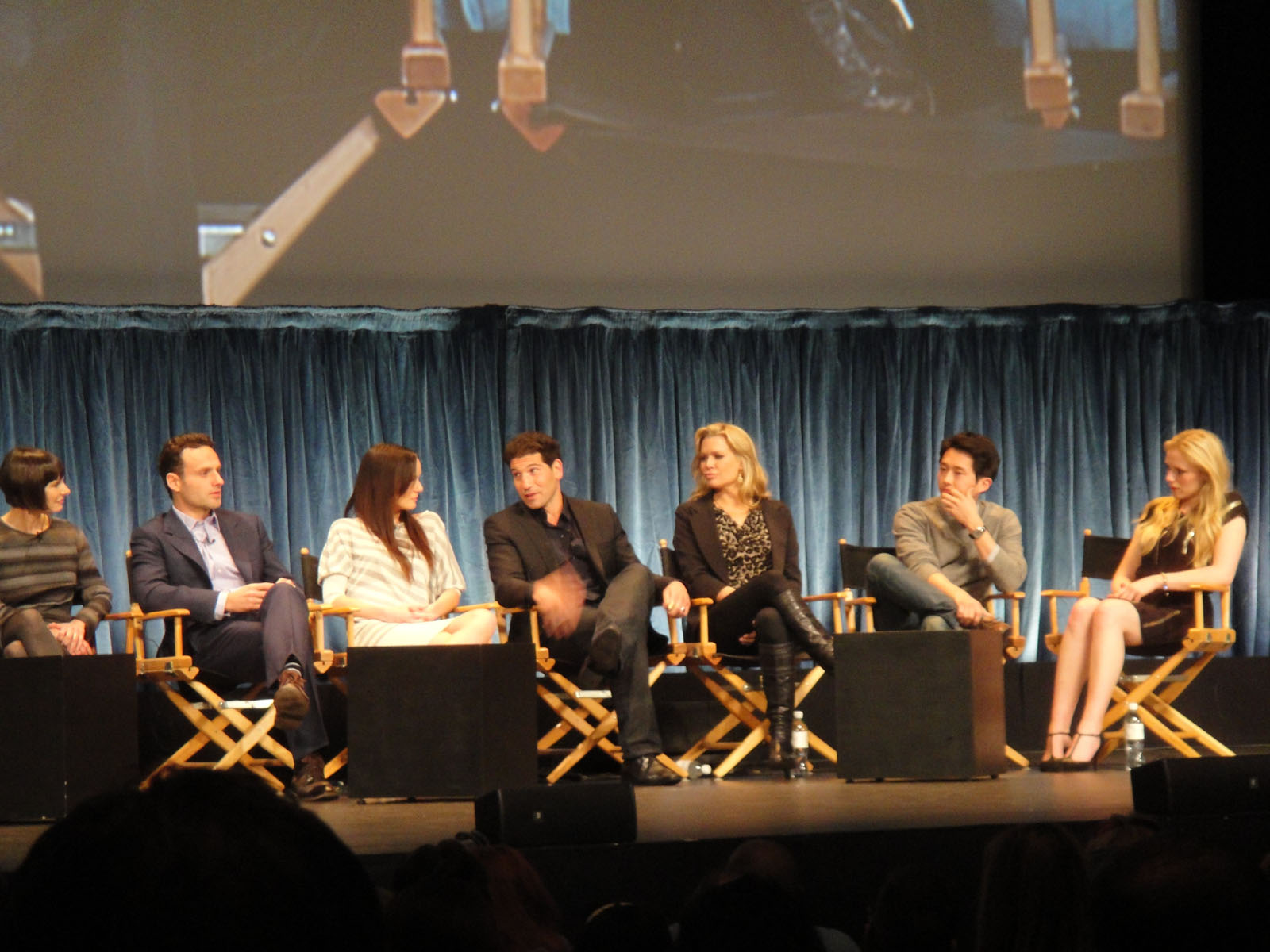
El repartiment i l'equip de The Walking Dead a PaleyFest el 2011; (d’esquerra a dreta): productor executiu, Gale Anne Hurd, Andrew Lincoln (Rick Grimes), Sarah Wayne Callies (Lori Grimes), Jon Bernthal (Shane Walsh), Laurie Holden (Andrea), Steven Yeun (Glenn Rhee) i Emma Bell (Amy)

Després d'emetre la primera temporada, Deadline Hollywood va informar que el desenvolupador i showrunner de la sèrie Frank Darabont havia deixat anar tot el personal de redacció i planejava utilitzar només escriptors independents per a la segona temporada. Això va resultar no ser del tot precís, i es va citar a Robert Kirkman que els canvis al personal de redacció no afectarien la producció del programa. Al febrer de 2011, es va anunciar que Glen Mazzara, que havia escrit el primer episodi de la temporada "Wildfire", havia estat contractat de nou com a escriptor / productor executiu per a la segona temporada i reuniria una plantilla de cinc escriptors més.
A C2E2, els membres del repartiment van confirmar que la segona temporada començaria a rodar-se l'1 de juny de 2011 i que Darabont escriuria l'episodi d'estrena de la temporada. En el mateix esdeveniment, els membres del repartiment van especular que l'aclamat autor i col·laborador de llarg temps de Darabont Stephen King podria escriure un episodi. Kirkman va confirmar més tard que juntament amb ell, Darabont i Mazzara, el personal de redacció estarà format per Scott M. Gimple, Evan Reilly, Angela Kang i un escriptor independent, David Leslie Johnson. Quatre actors s’han unit al repartiment com a nous personatges de la segona temporada: Scott Wilson com Hershel Greene, Lauren Cohan com la seva filla Maggie Greene, Pruitt Taylor Vince com la mà del ranxo de Hershel, Otis i Michael Zegen com a Randall.
Una previsualització de la segona temporada es va mostrar durant l'estrena de la quarta temporada de Breaking Bad el 17 de juliol de 2011 i es va llançar un tràiler complet per promocionar la segona temporada al San Diego Comic-Con el 22 de juliol de 2011.
El juliol de 2011, Deadline Hollywood va informar que Darabont va deixar el seu lloc com a showrunner de la sèrie, enmig dels rumors que no podia ajustar-se al calendari de la televisió. El productor executiu Glen Mazzara va succeir Darabont com a showrunner de la sèrie. La sobtada sortida de Darabont va provocar encara més controvèrsia a l'agost quan The Hollywood Reporter va trencar una història que revelava que Darabont havia estat acomiadat de fet a causa de problemes del pressupost reduït del programa i d'una relació tensa amb els executius d'AMC.
L'estrena es va emetre en una franja horària de 90 minuts, similar a l'episodi pilot. Després de la transmissió dels primers set episodis, la sèrie va fer un parèntesi i va tornar el 12 de febrer de 2012, amb els últims sis episodis de la temporada en difusió fins a la seva conclusió el 18 de març de 2012.

### Webisodes
Torn Apart, una sèrie web de sis parts, estrenada el 3 d'octubre de 2011 al lloc web oficial d'AMC. La sèrie web està dirigida per l’artista de maquillatge d’efectes especials i productor co-executiu Greg Nicotero i explica la història d’origen de Hannah, també coneguda com a "Bicycle Girl", la caminant a qui Rick Grimes va pietat en l'episodi pilot.